# Hangangno-dong
Hangangno-dong (koreanska: 한강로동) är en stadsdel i stadsdistriktet Yongsan-gu i Sydkoreas huvudstad Seoul.  